# Jérémy Desplanches
Jérémy Marc Georges Desplanches (* 7. August 1994 in Genf) ist ein ehemaliger Schweizer Schwimmer.

## Erfolge
Bei den Europameisterschaften 2018 in Glasgow gewann Jérémy Desplanches die Goldmedaille über 200 Meter Lagen. Ein Jahr später wurde er bei den Schwimmweltmeisterschaften in Gwangju Vizeweltmeister über die gleiche Distanz.
Bei den Europameisterschaften 2020, die erst 2021 in Budapest veranstaltet wurden, gewann er ebenfalls über 200 Meter Lagen in 1:56,95 Minuten die Silbermedaille. Zudem gewann er in derselben Disziplin bei den Olympischen Spielen 2020 in Tokio, die 2021 nachgeholt wurden, Bronze. Nach den Olympischen Spielen 2024 in Paris trat Desplanches zurück.